# Paraliochthonius barrancoi
Paraliochthonius barrancoi es una especie de arácnido  del orden Pseudoscorpionida de la familia Chthoniidae.

## Distribución geográfica
Es endémico de la Cueva del Llano de La Montes, provincia de Almería (España).